# Sergio Alberto Jáuregui
Sergio Alberto Jáuregui Ángeles (* 11. August 1992; † 28. Januar 2024 in Cuautla, Morelos), auch bekannt unter dem Spitznamen Checo, war ein mexikanischer Fußballspieler auf der Position eines Verteidigers.

## Leben
Der aus dem Nachwuchsbereich des Club Deportivo Cuautla hervorgegangene Jáuregui erhielt 2010 bei seinem Jugendverein einen Profivertrag und spielte für diesen in der Liga de Ascenso de Nuevos Talentos der drittklassigen Segunda División.
Bei den Arrocceros de Cuautla stand Jáuregui während seiner gesamten Profilaufbahn bis 2021 unter Vertrag. Anschließend spielte er weiterhin auf Amateurbasis und arbeitete als Trainer einer Fußballschule für Kinder.
Jáuregui wurde während eines Fußballspiels in seiner Heimatstadt Cuautla von einem Unbekannten erschossen, als er sich gerade an den Spielfeldrand begeben hatte, um etwas zu trinken. Sein Mörder floh mit einem Motorrad und die lokalen Medien berichteten von einer „Hinrichtung“.